# Reposaari (ö i Norra Savolax, Kuopio, lat 63,03, long 27,37)
Reposaari är en ö i Finland. Den ligger i Kallavesi (norra delen) och i norra delen av sjön Kallavesi och i  kommunen Kuopio i den ekonomiska regionen  Kuopio ekonomiska region  och landskapet Norra Savolax, i den centrala delen av landet, 300 km norr om huvudstaden Helsingfors. Öns area är 17,3 hektar och dess största längd är 0,6 kilometer i nord-sydlig riktning.